# Tristania (EP)
Pour les articles homonymes, voir Tristania.
Albums de Tristania
Widow's Weeds
(1998)
Tristania est le premier EP ainsi que la première production officielle du groupe de metal gothique norvégien Tristania. L'album est sorti le 1er décembre 1997 sous le label Napalm Records.
Les titres Midwintertears et Pale Enchantress vont être ré-enregistrés pour apparaitre dans la liste des titres de leur premier album studio, Widow's Weeds.

## Musiciens
- Vibeke Stene - Chant féminin
- Morten Veland - Chant, Guitare
- Anders H. Hidle - Guitare
- Rune Østerhus - Basse
- Einar Moen - Claviers
- Kenneth Olsson - Batterie

## Liste des morceaux
1. Sirene – 3:22
2. Midwintertears – 8:30
3. Pale Enchantress – 6:30
4. Cease To Exist – 9:17